# ماجستير العلوم

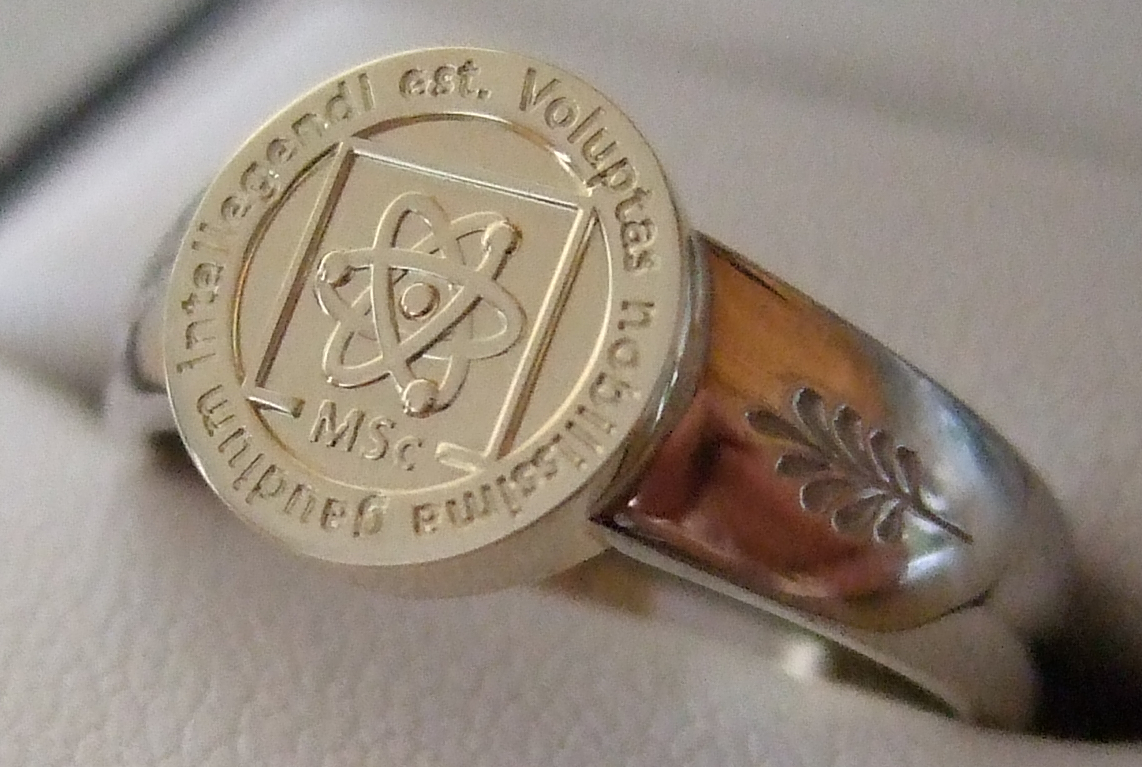
خاتم تخرج يحمل نقش "درجة الماجستير في العلوم".

ماجستير العلوم (باللاتينية: Magister Scientiae)‏ هي شهادة جامعية تخص الحصول على درجة الماجستير في مجال العلوم التي تمنحها الجامعات في العديد من البلدان. على النقيض من ماجستير الآداب، فماجستير العلوم يؤهل الطالب لمتابعة دراسته في العديد من المجالات على غرار العلوم، الهندسة والطب، وعادة ما تكون برامج هذه الشواهد أكثر تركيزا على الرياضيات وطرق التحليل والنهج العلمي، كما تُتيح هذه الشهادة اختيار استكمال الدراسة في العلوم الإنسانية والاجتماعية، هذا وتجدر الإشارة إلى أن كسب درجة الماجستير في العلوم عادة ما يستوجب كتابة أطروحة للنظر في أهلية الشخص الحاصل عليها من عدمه.

## الجزائر، المغرب، ليبيا، تونس
تتبع الجزائر، المغرب، تونس وليبيا مشروع بولونيا

## الأرجنتين، البرازيل، المكسيك، كولومبيا، بنما، بيرو، أوروغواي
في الأرجنتين، البرازيل، إكوادور، المكسيك، كولومبيا، بنما، بيرو، وأوروجواي، فإن الحصول على درجة ماجستير في العلوم يستوجب سنتين من الدراسة العليا إلى أربع سنوات.
عموما، فالقبول في درجة الماجستير في العلوم يتطلب الانتهاء الكامل من أربعة إلى خمسة سنوات طويلة تتكلل بالحصول على درجة البكالوريوس أو الليسانس، هذا وتجدر الإشارة إلى أن مناقشة الأطروحة ضرورية في الحصول على هذا النوع من الشهادات في هذه البلدان، كما أن شهادة الماجستير قد تؤهل الطالب لدراسة الدكتوراة.

## أستراليا
الجامعات الأسترالية عادة ما تفرض على طلابها القيام ببحوث ودراسات ودورات من أجل الحصول على شهادة الماجستير.

## بنغلاديش
في بنغلاديش، فإن جميع جامعاتها بما في ذلك جامعة جاغاناث، جامعة دكا، جامعة شيتاغونغ، جامعة جاهانجيرناجار، الجامعة الإسلامية، جامعة راجشاهي وغيرها تتطلب دورات مهمة وعالية قصد الحصول على هذه الشهادة، وبعد اجتياز الطالب مرحلة البكالوريوس في العلوم يصبح مؤهلا للدراسة في هذا التخصص.

## كندا
في كندا، فإن الحصول على درجة ماجستير في العلوم يتطلب هو الآخر اجتياز الطالب للعديد من المباريات والدورات التدريبية.
برامج الماجستير في هذه الدولة عادة ما تستغرق من سنة إلى ثلاث سنوات لاستكمال إنجاز أطروحة علمية منسقة؛ وتلعب هذه الأخيرة دورا مهما في الحكم على أهلية المرشح.
عموما، للقبول في برنامج الماجستير يجب على الطالب أن يكون قد درس لمدة أربع سنوات على الأقل وختمها بالحصول على درجة البكالوريوس، الجدير بالذكر أن بعض الجامعات تشترط درجة الماجستير بنقطة عالية قصد التقدم إلى برنامج الدكتوراه.

### كيبيك
في مقاطعة كيبيك الفرنسية بدولة كندا، فإن شهادة ماجستير العلوم تتبع نفس المبادئ كما هو الحال في بقية كندا، هناك استثناء واحد فيما يتعلق بالقبول في برنامج الماجستير، حيث يتوجب على الطلاب إكمال سنتين إلى ثلاث سنوات في الكلية قبل دخول سلك الماجستير، كما تكون لديهم الفرصة لإكمال درجة البكالوريوس في ثلاث سنوات بدلا من أربع، لكن بعض درجات البكالوريوس على غرار البكالوريوس في التربية والبكالوريوس في الهندسة يتطلب أربع سنوات من الدراسة.
بعد الحصول على درجة البكالوريوس، يمكن قبول الطلاب في برنامج الدراسات العليا والذي يتكلل في نهاية المطاف بالحصول على شهادة الماجستير.

## تشيلي
تعتمد جامعات تشيلي على شهادة "Magíster" للحصول على درجة الماجستير.

## جمهورية التشيك، سلوفاكيا
تستخدم الجمهورية التشيكية وسلوفاكيا اثنين من درجة الماجستير في نظامهما، فهناك شهادة تُلقب بـ Mgr. وأخرى تُعرف باسم Ing.
النظام القديم يتطلب 5 سنوات من الدراسة، أما النظام الجديد فهو يستلزم سنتان فقط ولكنه يتطلب
قبل الولوج له 3 سنوات من الدراسة في مرحلة البكالوريوس. والمطلوب في هذا السلك هو كتابة أطروحة (سواء في الماجستير أو برنامج البكالوريوس) و أيضا اجتياز الامتحانات النهائية بنجاح.

## مصر
في مصر، فإن ماجستير العلوم والذي يُعرف اختصارا بـ (M. Sc.) عادة ما يستغرق من 4 إلى 7 سنوات بعد اجتياز بكالوريوس العلوم والمعروفة اختصارا بـ (B. Sc.).
الحصول على درجة ماجستير في العلوم يتطلب كتابة أطروحة علمية أو بحث علمي، كما تجدر الإشارة إلى أن جميع حاملي هذه الشهادة مسموح لهم باتخاذ خطوة إلى الأمام في المسار الأكاديمي للحصول على شهادة الدكتوراه.

## فنلندا
في فنلندا، فإن ماجستير العلوم عادة ما يتبع مباشرة الحصول على بكالوريوس في العلوم، كما تجدر الإشارة إلى أن الدراسة تستمر من أربعة إلى خمسة سنوات، والانتهاء من كتابة وتنسيق أطروحة علمية أمر ضروري ومطلوب.

## ألمانيا
في ألمانيا، ماجستير العلوم هو درجة أكاديمية قد تٌستتبدل أحيانا بكلمة دبلوم، عادة ما تستغرق الدراسة فيه من أربع إلى خمس سنوات.

## غيانا
في غيانا، جميع الجامعات بما في ذلك جامعة غيانا, Texila الأمريكية الجامعة، المدرسة الأمريكية الدولية الطب لدينا ماجستير العلوم دورات الدراسات العليا. الطلاب الذين أكملوا البكالوريوس والبكالوريوس في العلوم مؤهلون للدراسة في هذا التخصص.

## إيران
في إيران وعلى غرار كندا، فإن شهادة ماجستير في العلوم تستلزم من الطالب القيام بالعديد البحوث أو في بعض الأحيان مجموعة من الدورات التدريبية، كما أن هذا النوع من البرامج عادة ما يستغرق سنتين إلى ثلاث سنوات لاستكمال إنجاز أطروحة علمية ضرورية من أجل النجاح.

## أيرلندا
في أيرلندا، فإن ماجستير في العلوم (MSc) هو الآخر قائم على العديد من البحوث، لكن هذا البرنامج هو الأكثر شيوعا حيث يستغرق سنة واحدة فقط مع إلزامية تأليف أطروحة علمية مطلوبة.

## إسرائيل
في إسرائيل، فإن ماجستير في العلوم (MSc) هو الآخر يقوم على تأليف العديد من البحوث في مجال التخصص، هذا البرنامج هو الأكثر شيوعا هناك حيث يتطلب مدة دراسة لا تتجاوز عامين.

## الهند
في الهند، كل جامعات العلوم تقدم برامج MSc؛ بيد أن بعض الجامعات التكنولوجية لا تقدم شهادة MS جنبا إلى جنب مع الشهادة التقليدية MTech.

## إيطاليا
على غرار ألمانيا، فدرجة الماجستير في العلوم في إيطاليا كانت تُعرف سابقا بـ Laurea Magistrale.

## نيبال
في نيبال، فإن جميع الجامعات بما في ذلك جامعة تريبهوفان، جامعة بوكرا، جامعة كاتماندو وغيرها تقدم درجة الماجستير في المجالات التكنولوجية. أما جامعة تريبهوفان فتوفر درجة MSc لجميع الدورات العلمية والهندسية، في حين أن جامعة بوكرا تقدم شهادة MSc في العلوم أو الهندسة.

## باكستان
تطبق باكستان الاتفاقيات المتعلقة بالتعليم العالي من المملكة المتحدة وذلك بعد الاستقلال في عام 1947.
عموما فدرجة الماجستير عادة ما تختصر هناك باسم M. Sc. (كما هو الأمر في المملكة المتحدة) وتُمنح بعد 16 عاما من التعليم (أي ما يعادل درجة البكالوريوس في الولايات المتحدة الأمريكية والعديد من البلدان الأخرى). مؤخرا وسعيا إلى بعض الإصلاحات من قبل لجنة التعليم العالي (الهيئة التنظيمية للتعليم العالي في باكستان) تم استبدال الحصول على درجة البكالوريوس في العلوم إلى 4 سنوات.

## روسيا
ألغيت درجة الماجستير من 1917 إلى عام 1934، لكن روسيا باتت يتبع مشروع بولونيا للتعليم العالي في أوروبا منذ عام 2011.

## إسبانيا
درجة ماجستير في العلوم هي شهادة معترف به رسميا من قبل الاتحاد الإسباني (وزارة التربية والتعليم).
يستلزم الحصول على هذه الشهادة عادة ما بين سنة إلى سنتنان من الدراسة بدوام كامل، كما أنه لا يمكن للطالب الدراسة في هذا السلك إلا إذا كان حاصلا على شهادة البكالوريوس. كما أن درجة الماجستير يمكن أن تمنح في كل مجال من مجالات الدراسة.

## السويد
ماجستير العلوم هي درجة أكاديمية في السويد كما هي في ألمانيا، وتخضع تقريبا لنفس خصائصها.

## سوريا
ماجستير العلوم في سوريا هي درجة لا يمكن دراستها إلا في الجامعات العامة، حيث يستغرق هذا البرنامج عادة سنتان؛ ولكن يمكن أن تمتد إلى 3 أو 4 سنوات، حيث ييلزم الطالب اجتياز شهادة البكالوريوس من أجل دراسة درجة الماجستير كما يجب على الطالب حضور بعض الدورات في السنة الأولى من الماجستير ثم إنه يتوجب عليه إعداد أطروحة البحث، فيما ينصح بنشر بحثين قصد زيادة التقييم النهائي للطالب.

## الولايات المتحدة
درجة الماجستير في العلوم هي درجة عادة ما تتم بدوام كامل لمدة عامين في أمريكا. كما أن الحصول على هذه الشهادة يتطلب مزيجا من البحث والكتابة والدفاع عن الأطروحة وكذلك الانتهاء من المشروع البحثي الذي يمثل تتويجا للمواد المستفادة.
القبول في برنامج الماجستير عادة يتوقف على الحصول درجة البكالوريوس، ويتقدم الطالب فيما بعد إلى الدكتوراه.